# Tituacia
Tituacia é um gênero de traça pertencente à família Agonoxenidae.